# Luis Cutchet

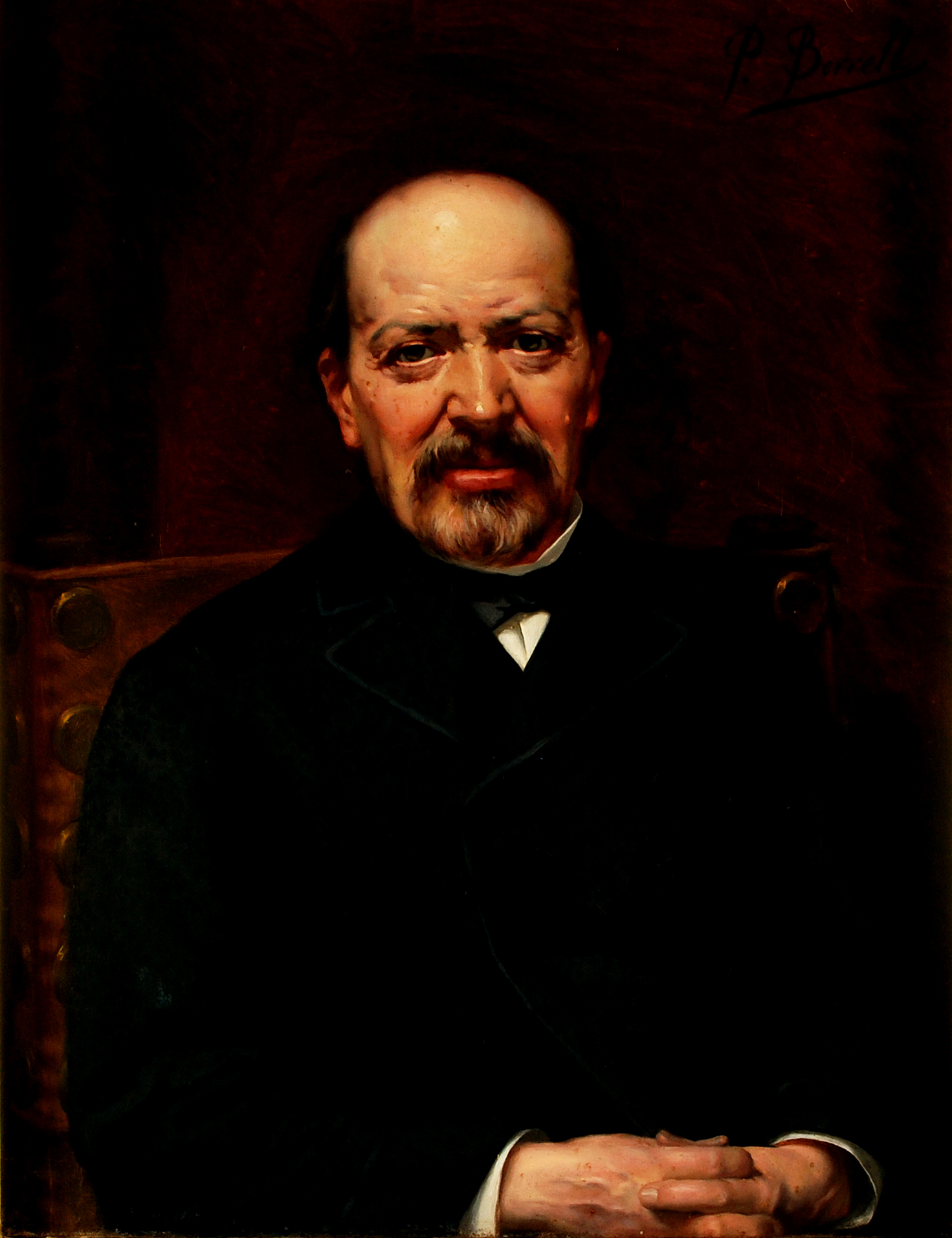
Cutchet retratado por Pere Borrell del Caso

Luis Cutchet y Font (1815-1892) fue un periodista, historiador y publicista español, vinculado a la Renaixença catalana y defensor de posturas proteccionistas.

## Biografía
Nacido en septiembre de 1815 en la Cerdaña, aprendió las primeras letras en la localidad gerundense de Llivia, pasando luego a Puigcerdá, para estudiar latín en las Escuelas Pías. Terminadas las clases de Gramática y Retórica, cursó Filosofía en el Seminario Conciliar de Barcelona, estudiando después Medicina en la Universidad de Zaragoza y en el colegio de Montpellier. Abandonó por la política sus estudios, y se dedicó con entusiasmo al periodismo.
En el diario El Barcelonés, en 1854, escribió algunos artículos en los que según Antonio Elías de Molins se habría propuesto demostrar que la doctrina del filósofo católico Jaime Balmes era progresista. En el mismo periódico publicó un estudio sobre la obra de Juan de Mariana De Rege et Regis instituciones. Creyendo Cutchet que esta obra era mal juzgada y entendida, reivindicó la memoria del padre Mariana, afirmando que era calumniosa la aseveración de que el libro De Rege era antimonárquico y que animaba al asesinato de los reyes; examinando además el alcance de las teorías políticas de Mariana.

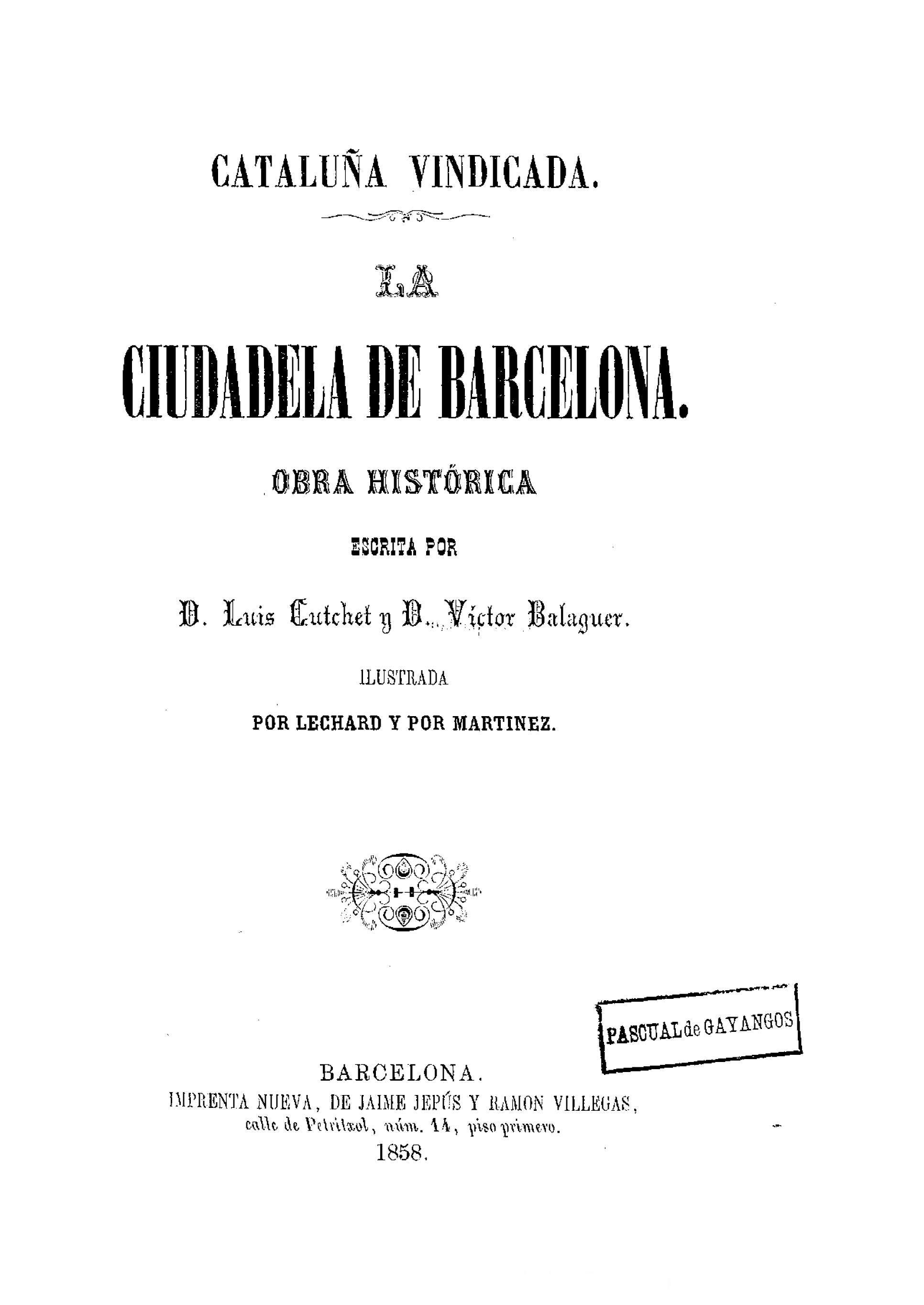
Cataluña vindicada (1858)

Dejó Cutchet sus tareas periodísticas para dedicarse a los estudios económicos y a las investigaciones históricas. En los primeros defendía, como siempre haría, el proteccionismo, y en las segundas estudió la historia del antiguo Principado de Cataluña. En 1851 publicó un Ensayo económico-político á propósito de la reforma de los aranceles, y escribió una memoria sobre el compromiso de Caspe. A principios de 1856 asistió en Madrid a una especie de información arancelaria celebrada en uno de los salones del Congreso, a la que fueron invitados varios representantes de la industria. De vuelta a Barcelona, publicó un periódico con el título de El Centro parlamentario, nombre que en aquel entonces había tomado una fracción del Congreso; periódico que sería continuado por El Conceller. La aspiración de este sería defender «los buenos principios representativos y las altas tradiciones de la antigua nacionalidad catalana». Después de cesar la publicación de este periódico, Cutchet se dedicó a escribir la obra Cataluña vindicada.

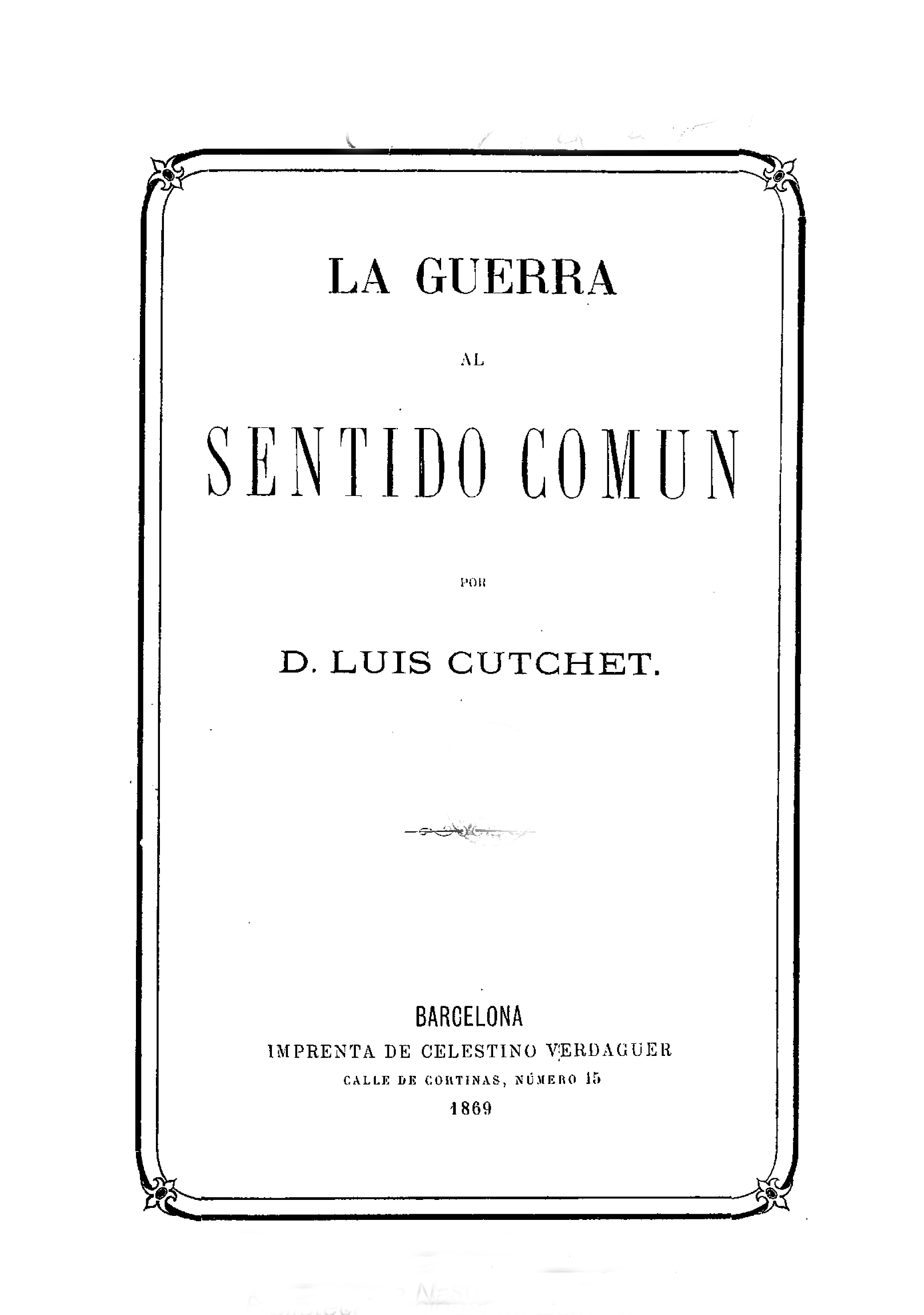
La guerra al sentido común (1869)

En 1859 partió para Italia en compañía de Víctor Balaguer. Al regresar de este viaje entró en la redacción del diario El Telégrafo en el que colaboró hasta que cesó su publicación con aquel título en 1868 y después de la Revolución de Septiembre estuvo encargado interinamente de la dirección del periódico El Fomento de la Producción Nacional. En 1868, publicó el folleto La Soberanía nacional en España, y en 1869 los titulados De la elección de monarca, que reprodujo la revista La América, y La guerra al sentido común, en el que criticaba el librecambismo. Como complemento, publicó en 1884 una segunda parte.  En 1868 publicó una Historia del siti de Girona en 1809. En 1870 escribió un folleto de 41 páginas. en 4.° titulado «La Guerra de Cuba». Además de los trabajos mencionados y de varios artículos políticos, históricos y económicos, Cutchet tendría inédita una biografía de Antonio Buxeres, ayudante de campo del general Manso durante la guerra de la Independencia, leída en la Real Academia de Buenas Letras de Barcelona en 10 y 31 de mayo de 1886.
Falleció en febrero de 1892.